# Sophia River (Lunenburgh River)
Der Sophia River ist ein Fluss im Südwesten des australischen Bundesstaates Western Australia.

## Geografie
Der Fluss entspringt an den Südhängen der Darling Range, rund drei Kilometer westlich von Fernbrook. Von dort fließt er nach Norden und mündet zwischen Fernbrook und Beela in den Lunenburgh River.

### Nebenflüsse mit Mündungshöhen
Er hat folgende Nebenflüsse:
- Matilda River – 134 m